# Cântecul Oltului în timp ce străbate lumea
Cântecul Oltului în timp ce străbate lumea este un film românesc din 1989 regizat de Laurențiu Damian.